# Metapedia
Metapedia este o enciclopedie multilingvă  și de extremă dreapta, care afirmă că se concentrează pe cultură, artă, știință, filozofie și politică. Conține puncte de vedere ale naționalismului alb, supremației albe, neonazismului și a extremei dreapta. A fost oficial lansată pe 26 octombrie 2006 cu versiunea în limba suedeză la care construcția începuse pe 9 august 2006. 
Versiunea în limba română a fost lansată pe 3 aprilie 2008.
Versiunea în limba engleză a fost lansată pe 28 aprilie 2007. Versiunea în limba maghiară are cele mai multe articole: 144.189 la 27 septembrie 2013.

## Conținut
Potrivit Oficiului pentru Protecția Constituției din Renania de Nord-Westfalia, articolele de pe Metapedia sunt caracterizate de revizionism istoric și laude aduse Germaniei Naziste. Din acest motiv agenția federală germană „BPjM” (Departamentul federal pentru mass-media nocivă pentru persoanele tinere) a început un „proces de indexare”. O anchetă a fost, de asemenea, începută în Suedia, care l-a implicat pe Justitiekanslern (Cancelarul de Justiție), să examineze dacă site-ul ar trebui să fie urmărită penal pentru incitare la ură. Cu toate acestea, după revizuirea conținutului site-ului, cancelarul de Justiție a decis, pe baza Yttrandefrihetsgrundlagens (Actul Libertății de Exprimare), să pună capăt anchetelor. În ianuarie 2009, cancelarul suedez de Justiție a declarat că Metapedia a prezentat o imagine pozitivă a lui Adolf Hitler, dar a decis să nu preia ancheta.
Declarație de misiune a site-ului spune că unul dintre scopurile sale „este de a prezenta o imagine mai echilibrată și corectă a luptei pro-europeane pentru publicul larg cât și pentru academicieni, care până acum au fost dependenți de puternic părtinitoarele și 'cercetător' ostilele:  Searchlight, Anti-Defamation League, Southern Poverty Law Center, Simon Wiesenthal Centre și altele”. Logo-ul Metapedia prezintă capul unei sculpturii ("Youth")  realizată de artistul german Arno Breker.
Site-ul are peste 7.000 de articole în limba engleză și are versiuni în cincisprezece limbi europene. Printre subiectele acoperite se numără: istoria europeană, mitologia nordică și muzică naționalistă albă. Crítica de la Argentina a observat descrierile extrem de pozitive făcute lui Adolf Hitler și altor personalități naziste.

## Punere în funcțiune
Funcționarea Metapedia depinde de MediaWiki, un software, gratis și liber, pe o platformă wiki scris în PHP și construit pe baza de date MySQL.
Proiectul Metapedia a fost demarat de editorul Anders Lagerström și este condus de el și de economistul Lennart Berg, care este profesor asociat la Universitatea din Uppsala.